# George Kruck Cherrie
George Kruck Cherrie (Knoxville in de Verenigde Staten, 22 augustus 1865 – Newfane, Vermont, 20 januari 1948) was een Amerikaanse ontdekkingsreiziger en natuuronderzoeker. Hij verzamelde een groot aantal zoölogische specimens tijdens bijna veertig expedities waar hij aan deelnam. Hij beschreef tientallen nieuwe soorten en ondersoorten en diverse diersoorten werden naar hem vernoemd.

## Biografie
Cherrie begon zijn werkzaam leven als werkbouwkundige en had als zodanig een baan bij een lampenfabriek. Spoedig schakelde hij over op het prepareren van zoölogische specimens en de bestudering van diersystematiek aan de Iowa State University. Vervolgens verliet hij Noord Amerika en reisde naar het Caribisch Gebied en Midden-Amerika. Tussen 1889 en 1897 had hij betrekkingen als conservator aan het Costa Rica National Museum in San José  (Costa Rica) en het Field Museum in Chicago. Hij verzamelde ook voor andere musea zoals voor  het Tring Museum in het Verenigd Koninkrijk.
Als deelnemer was hij betrokken bij ongeveer 40 wetenschappelijke expedites waaronder de Theodore Roosevelt's South American Expedition in 1913–1914, de Alfred Collins-Garnet Day expedition naar Bolivia in 1915 en in 1925 de Simpson-Roosevelts Asiatic Expedition. Zijn herinneringen aan deze expedities heeft hij vastgelegd in zijn boek Dark Trails: Adventures of a Naturalist dat in 1930 verscheen bij de uitgeverij G. P. Putnam's sons. 
Hij beschreef tientallen vogels, reptielen en zoogdieren; meest vogels zo is hij auteur van drie geslachtsnamen, drie soortnamen waaronder de kleine langstaartmuisspecht  (Deconychura typica) en meer dan 20 ondersoorten. Er zijn ook diversie diersoorten naar hem genoemd zoals Orthogeomys cherriei, een zoogdier uit de familie van de goffers en de vogel Cherries miersluiper (Myrmotherula cherriei).
Cherrie was erelid van de Amerikaanse afdeling van Scouting.
- Gemeinsame Normdatei: 13731986X
- International Standard Name Identifier: 0000 0000 7884 4976
- Library of Congress Control Number: n2017001202
- Nationale Bibliotheek van Tsjechië: mzk20221149923
- Nederlandse Thesaurus van Auteursnamen: 106066552
- SNAC: w6tq69h7
- Système universitaire de documentation: 125974140
- Trove: 1165441
- Virtual International Authority File: 81526785
- WorldCat: E39PBJjxq9jDwpmQPfTtHGKKh3